# レプリカ 元妻の復讐
『レプリカ 元妻の復讐』（レプリカ もとつまのふくしゅう）は、原作：タナカトモ、作画：ひらいはっちによる日本の漫画作品。めちゃコミックにて「めちゃコミック×ゼノン」レーベル（コアミックス）の作品として2020年4月17日より連載中。『ゼノン編集部』（コアミックス）内の「コミックタタン」レーベルでも連載されている。
2025年7月より、テレビ東京系にてテレビドラマが放送中。

## あらすじ
醜い顔が原因で幼い頃から同級生の草壁花梨に虐められてきた藤村葵は、大人になり、藤村桔平と結婚して幸せな日々を送っていたが、花梨に夫を奪われてしまう。
絶望した葵は、整形手術を受けて、名前も「伊藤すみれ」と変えて、花梨に近づき復讐を企てようとする。

## 書誌情報
電子書籍のみの発売。
- タナカトモ（原作）・ひらいはっち（作画） 『レプリカ 元妻の復讐』 コアミックス〈ゼノンコミックス〉、既刊15巻（2025年5月20日現在）
  1. 2021年1月20日発売
  2. 2021年5月20日発売
  3. 2021年9月18日発売
  4. 2022年2月19日発売
  5. 2022年4月20日発売
  6. 2022年6月20日発売
  7. 2022年10月20日発売
  8. 2023年2月20日発売
  9. 2023年6月20日発売
  10. 2023年8月19日発売
  11. 2024年1月19日発売
  12. 2024年5月20日発売
  13. 2024年9月20日発売
  14. 2025年1月20日発売
  15. 2025年5月20日発売

## テレビドラマ
2025年7月7日からテレビ東京系「ドラマプレミア23」枠で放送中。主演はトリンドル玲奈。

### キャスト

#### 主要人物
伊藤すみれ（いとう すみれ） / 藤村葵（ふじむら あおい）
演 - トリンドル玲奈（幼少期：池谷美音）
幼稚園生時代、花梨から「葵ちゃんって、なんかブスじゃない？」と揶揄され、それ以来、高校卒業まで理不尽なイジメを受け嘲笑され続けてきた。葵本人も自身の容姿を客観的に捉えており、ルッキズム全盛の世の中で生きていくためにも、持ち前の頭の良さに磨きをかけて国立大学に進学し、堅実な仕事に就くことを希望していた。国立大学に現役入学後は花梨と疎遠になり安寧な日々を手に入れる。大学時代に葵の内面に好感を持ってくれた天文部所属の先輩・藤村桔平と交際をはじめ、社会人になってから結婚する。慎ましく穏やかに結婚生活を送っていたがいつからか桔平に女性の影を感じ、素行調査を依頼するとその浮気相手は、かつて葵を苦しめ続けた花梨であった。桔平から離婚を申し入れられ受諾した半年後、花梨から結婚を知らせるハガキが届き、葵の傷心は怒りへと変わり二人に対して復讐を決意する。
美容整形手術を受けて“葵”を微塵も感じさせないほどの美人の容姿を手に入れ、“伊藤すみれ”という仮の名を名乗る。元妻の“葵”だと気づかない桔平と花梨に“すみれ”として近づき、社会的に抹殺する復讐劇を開始する。
藤村花梨（ふじむら かりん）
演 - 宮本茉由（幼少期：津久井有咲）
葵の幼馴染で桔平の現在の妻。幼い頃から子どもモデルを務めるほど整ったルックスで、本人も自信を持っている。チヤホヤされることが当たり前、常に自分が一番良い扱いをされないと気が済まないという女王様気質。葵とは幼稚園から高校まで一緒という幼馴染の関係であるが、仲が良かったことは一度もない。花梨にとって気が弱くてブスな葵はイジメ・侮蔑の対象であり、友人らと毎日嫌がらせを繰り返してたが、頭脳明晰な葵が国立大学に入学したことで疎遠になっていた。社会人になり適齢期を迎えた頃、偶然知り合った藤村桔平の妻が葵であることを知る。いわゆる三高の男性と結婚した葵に憤りを感じ、夫を奪って困らせてやろうと計画。桔平に近づいて女の武器を使い、いとも簡単に落とした。桔平と結婚後専業主婦となったが、元々タイプでもなく趣味も合わない堅物で面白味のない夫に男としての魅力を感じず飽きてきていた。そんな折、たまたま知り合って懇意になった“すみれ”から、「花梨にはもっとハイスペックな男性の方が相応しいのではないか？」と耳打ちされ、セレブが集まるパーティーに誘われる。旧姓は草壁。
藤村桔平（ふじむら きっぺい）
演 - 木村了
花梨の夫で葵の元夫。大学時代まで女性との交際経験もなく垢抜けず、誠実さだけが取り柄の天文オタクであった。葵に対しても、外見ではなく内面を評価して好意を抱き、交際。一流企業「ゼモン」に就職後、結婚。平穏な生活を送っていたが、容姿端麗な花梨に誘惑され、逢瀬に溺れる。女性との交際に疎い桔平は花梨の思惑を知らず、一途な愛情と思い込んでしまった。葵と離婚後、僅か半年で花梨と再婚するが、元々ステータス欲しさに桔平を手に入れた花梨に疎まれ始めていた。そんな折、復讐に乗り出した葵が作り出した“すみれ”の優しさに心を奪われる。すみれの復讐により、だんだんと壊れていく。
桐谷ミライ（きりたに ミライ）
演 - 千賀健永（幼少期：渡邉斗翔）
バー「Core」のバーテンダー。元ホスト。すみれの協力者。父親が不倫の果てに母と自分を捨てて新しい家庭を持ったことを今でも許せずにいる。母は精神疾患を患い、自殺した。そのため、不倫を肯定し、略奪婚をした花梨と優柔不断な桔平を軽蔑している。

#### 周辺人物
芝田春江
演 - 山崎紘菜（第4話・第6話 - ）
桔平の会社の社員。誰に対しても分け隔てなく接する桔平に憧れ、淡い恋心を抱いている。
金城樹
演 - 古屋呂敏（第7話 - ）
新興IT系企業のCEO。強気な姿勢でマスコミにも頻繁に取り上げられるイケメン実業家。私生活では妻である桜子にDVを日常的に行い、複数人囲っている愛人や女遊びも黙認させている。既婚者であることは公表していない。独身と偽り、遊ぶための女性と知り合うために参加しているセレブパーティーで、すみれの画策によって引き合わされた派手なルックスの花梨を気に入る。
田森圭
演 - 葉山奨之
すみれが金城らとダブルデートするために雇った劇団員。
金城桜子
演 - 横山由依
樹の妻。資産家令嬢。お嬢様育ちで世間知らずなため、桜子の実家の資産狙いだった樹の本質を見抜けず結婚してしまった。結婚後、常に樹のDVに晒され、度重なる浮気や女性関係も黙認することを強いられていた。離婚することも出来ず、思い余って自殺を図ろうとした時にすみれと出会う。
橘
演 - 入江甚儀（第7話 - ）
金城樹の秘書。
原田幸枝
演 - 櫻井淳子（第1話・第4話・第6話）
すみれが働く花屋の店主。

#### ゲスト
第1話
- 阿佐辰美
- 青田（桔平の会社の後輩） - 平田雄也（第2話）
- 高校教師 - 諌山幸治
- 鎌田和朗
- 春宮みずき（第2話 - 第5話）
- 櫻井智
- あらいしずか

第2話
- 藤原シンユウ（第4話）
- 堤下（桔平の上司・品質管理センターの部長） - 西村和彦（第4話）

第4話
- 赤井（桔平の同僚） - 若林時英（第6話・第7話）
- 花山菜々子（桔平の同僚） - 虻川美穂子（第6話・第7話）
- 木瀬あやか（桔平の同僚） - 桃月なしこ（第6話・第7話）
- ホテルのスタッフ - 飯山さな
- 電話の音声案内 - 永島楓月（第5話）

第5話
- 進藤直人（イベント会社「ギブステージ」代表） - 松田大輔（第6話）
- 桐谷ミライの母（故人） - 田中里衣
- 荒木（レンタル恋人の客・ホスト時代のミライの同僚） - 鈴木凌平
- 桐谷ミライの父 - 西村誠治
- バー「Whiskey Dust」の客 - 篠原雅史、杉田統
- ミライの父の不倫相手 - 柊木千愛
- 武田（モデル事務所のマネージャー） - 川端大亮

第6話
- 極太客（レンタル恋人の客） - 河相我聞（第7話）
- サイトウ（レンタル恋人の客） - TAIGA

第7話
- 長谷川奈央

### スタッフ
- 原作 - 『レプリカ 元妻の復讐』タナカトモ / ひらいはっち（ゼノンコミックス / コアミックス）[2][5]
- 脚本 - 吉田康弘、遠山絵梨香、青塚美穂[2][5]
- 監督 - 本橋圭太、瀬野尾一、山下和徳[2][5]
- 音楽 - 遠藤浩二[2][5]
- オープニングテーマ - Kis-My-Ft2「CHEAT」（MENT RECORDING）[5]
- エンディングテーマ - Dios「B.U.G.」
- 特殊メイク - JIRO[19]
- チーフプロデューサー - 中川順平（テレビ東京）[2][5]
- プロデューサー - 江川智（テレビ東京）、渡邊竜（松竹）、松田裕佑（松竹）[2][5]
- 制作 - テレビ東京、松竹[2][5]
- 製作著作 - 「レプリカ 元妻の復讐」製作委員会[2][5]

### 放送日程
| 話数  | 放送日  | サブタイトル             | 脚本       | 監督     |
| ----- | ------- | ------------------------ | ---------- | -------- |
| 第1話 | 7月07日 | サレ妻が整形し宿敵に復讐 | 吉田康弘   | 本橋圭太 |
| 第2話 | 7月14日 | 整形サレ妻 復讐スタート  | 吉田康弘   | 本橋圭太 |
| 第3話 | 7月21日 | 整形した元妻、元夫を誘惑 | 吉田康弘   | 本橋圭太 |
| 第4話 | 7月28日 | 不倫した元夫、ハメられる | 遠山絵梨香 | 瀬野尾一 |
| 第5話 | 8月04日 | 宿敵の女王が遂に標的に!  | 遠山絵梨香 | 瀬野尾一 |
| 第6話 | 8月11日 | 女王様、屈辱のコスプレ姿 | 青塚美穂   | 瀬野尾一 |
| 第7話 | 8月18日 | 罠にかかったクズ元夫     | 青塚美穂   | 山下和徳 |

### 放送局
| 放送期間       | 放送時間           | 放送局         | 対象地域       | 備考 |
| -------------- | ------------------ | -------------- | -------------- | --- |
| 2025年7月7日 - | 月曜 23:06 - 23:55 | テレビ東京     | 関東広域圏     | 製作局 |
|                |                    | テレビ大阪     | 大阪府         | |
|                |                    | テレビ愛知     | 愛知県         | |
|                |                    | テレビせとうち | 岡山県・香川県 | |
|                |                    | テレビ北海道   | 北海道         | |
|                |                    | TVQ九州放送    | 福岡県         | [ 2 ] |
|                |                    | びわ湖放送     | 滋賀県         | 但し初回と第2話はこの放送時間帯に高校野球ハイライトを放送するため、第3話は「日本ふるさと百景」(23:06 - 23:31)及び「ごりやくさん」(23:31 - 23:55)をそれぞれ放送するため、翌0:00 - 0:50に遅れネットで放送。 |

### ネット配信
| 配信開始月 | 配信サイト     | 配信料金     | 備考       |
| ---------- | -------------- | ------------ | ---------- |
| 2025年7月  | ネットもテレ東 | 広告付き無料 | 見逃し配信 |
| 2025年7月  | TVer           | 広告付き無料 | 見逃し配信 |
| 2025年7月  | U-NEXT         | 定額制有料   | 見放題配信 |
| 2025年7月  | Lemino         | 定額制有料   | 見放題配信 |

| テレビ東京系 ドラマプレミア23                     | テレビ東京系 ドラマプレミア23           | テレビ東京系 ドラマプレミア23               |
| 前番組                                            | 番組名                                  | 次番組                                      |
| ------------------------------------------------- | --------------------------------------- | ------------------------------------------- |
| 夫よ、死んでくれないか （2025年4月7日 - 6月23日） | レプリカ 元妻の復讐 （2025年7月7日 - ） | シナントロープ （2025年10月6日 - 〈予定〉） |